# 日本とイスラエルの関係

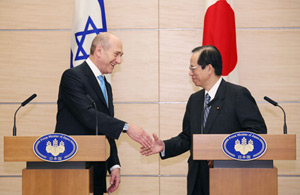
イスラエル国の首相であるエフード・オルメルト(左)と日本国の第91代 内閣総理大臣の福田康夫(右)（2008年2月27日、総理大臣官邸にて）

日本とイスラエルの関係（にほんとイスラエルのかんけい、ヘブライ語: יחסי יפן-ישראל、英語: Israel–Japan relations）では、日本とイスラエルの関係について記述する。

## 前史
後にイスラエルを建国するユダヤ人は欧米などに分かれて住んでおり（ディアスポラ）、日本とは開国により接点が生じた。日露戦争に際して、ロシア帝国によるユダヤ人迫害に憤るユダヤ人銀行家ジェイコブ・シフが日本の戦費調達に協力するなど、日本に大きな影響を与えたユダヤ人もいる。
シベリア出兵を機に、ロシア経由で反ユダヤ主義が日本にも流入し、第二次世界大戦にかけて広まった。日本は、ユダヤ人迫害を国策としたナチス・ドイツと防共協定（後に日独伊三国同盟）を結んだが、ホロコーストには加担しなかった。一時は満州国へのユダヤ人難民受け入れも検討した（河豚計画）。リトアニア駐在の日本人外交官・杉原千畝のように、在欧ユダヤ人の亡命に協力した日本人もいる。ドイツの迫害からソ連を通り極東地域の満州国国境まで逃げてきたユダヤ人難民をハルピン特務機関長だった樋口季一郎陸軍中将(当時は少将)がオトポールから満州国国内を通し上海租界まで脱出などを手伝ったオトポール事件(ヒグチ・ルート)などもある。

## 国交樹立と外交関係
古代イスラエルの故地（パレスチナ）へ移住したユダヤ人は1948年5月14日、イスラエルの建国を宣言した。第二次世界大戦で敗戦国となった日本は、1952年4月28日の日本国との平和条約（サンフランシスコ条約）発効により、外交権を含む主権を回復した。その直後の同年5月15日に、日本はイスラエルを承認。同年5月15日、イスラエルが東京に開設したイスラエルの公使館を在外公館と認め、国交が開始された。1954年に、日本の在トルコ大使が在イスラエル公使を兼任した。1955年には、日本の公使館がテルアビブに開設。1963年に、両国関係は公使レベルから大使レベルに昇格された。
なお日本は、イスラエルと対立するアラブ諸国やパレスチナ自治政府、イランとも良好な関係を維持し、中東戦争などでは中立を維持している。アラブ諸国やイランからは原油・天然ガスを大量に輸入しており、貿易額は対イスラエルを上回っている。
また、パレスチナに同情的な日本人過激派によるテルアビブ空港乱射事件が1972年に起きている。

## 両国関係

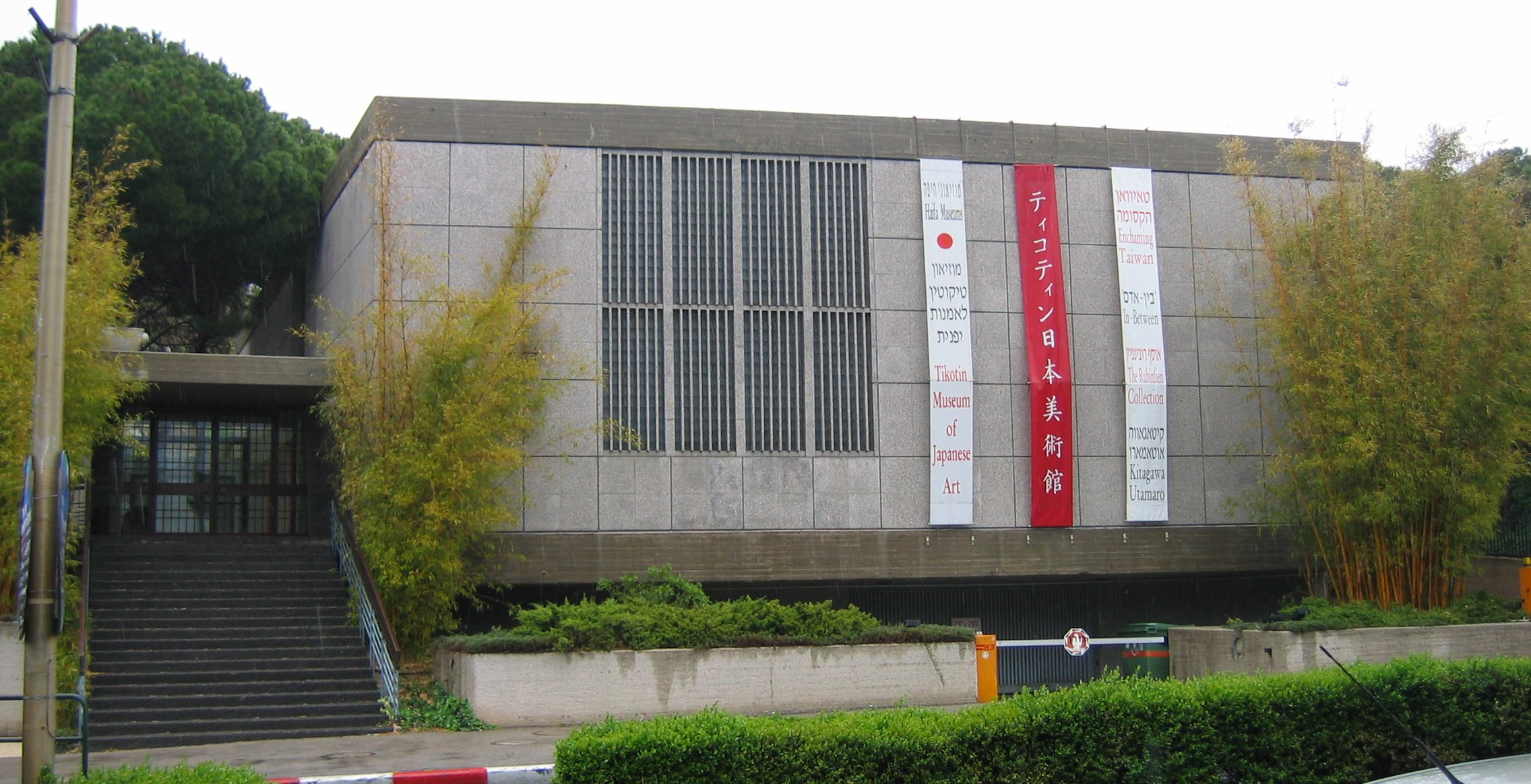
1960年、ティコティン日本美術館がイスラエルのハイファに開設された

日本政府はイスラエルの首都をエルサレムと認めておらずテルアビブに公使館を設置している。
1993年に両国間の租税条約に調印。科学技術分野の協力と促進に関する二国間の科学技術協力協定を1995年締結。2000年に両国ともに航空協定に調印した。
2020年10月時点で在留邦人数は1156名（東エルサレム除く）、2020年時点で在日イスラエル人608名である。
2006年7月に日本は平和への取組として「平和と繁栄の回廊」創設構想を発表し、これをイスラエルとパレスチナ自治政府との土地を巡る争いではなく、双方の経済成長とその取組に基づくものとした。シモン・ペレス副首相（当時）は2006年9月にビル・クリントン前アメリカ合衆国大統領（同）がニューヨークで開いた国際会議に出席した際、この構想に非常な関心を寄せた。
2008年9月に、日本政府はイスラエル及びパレスチナ自治政府との会談で本構想の主張を繰り返し、本構想を完成させるための取組を続けるよう双方に呼び掛けた。日本はまたエリコ近くに農産業施設を建設する特別な準備があることに言及し、2009年までに建設を開始したい旨述べた。

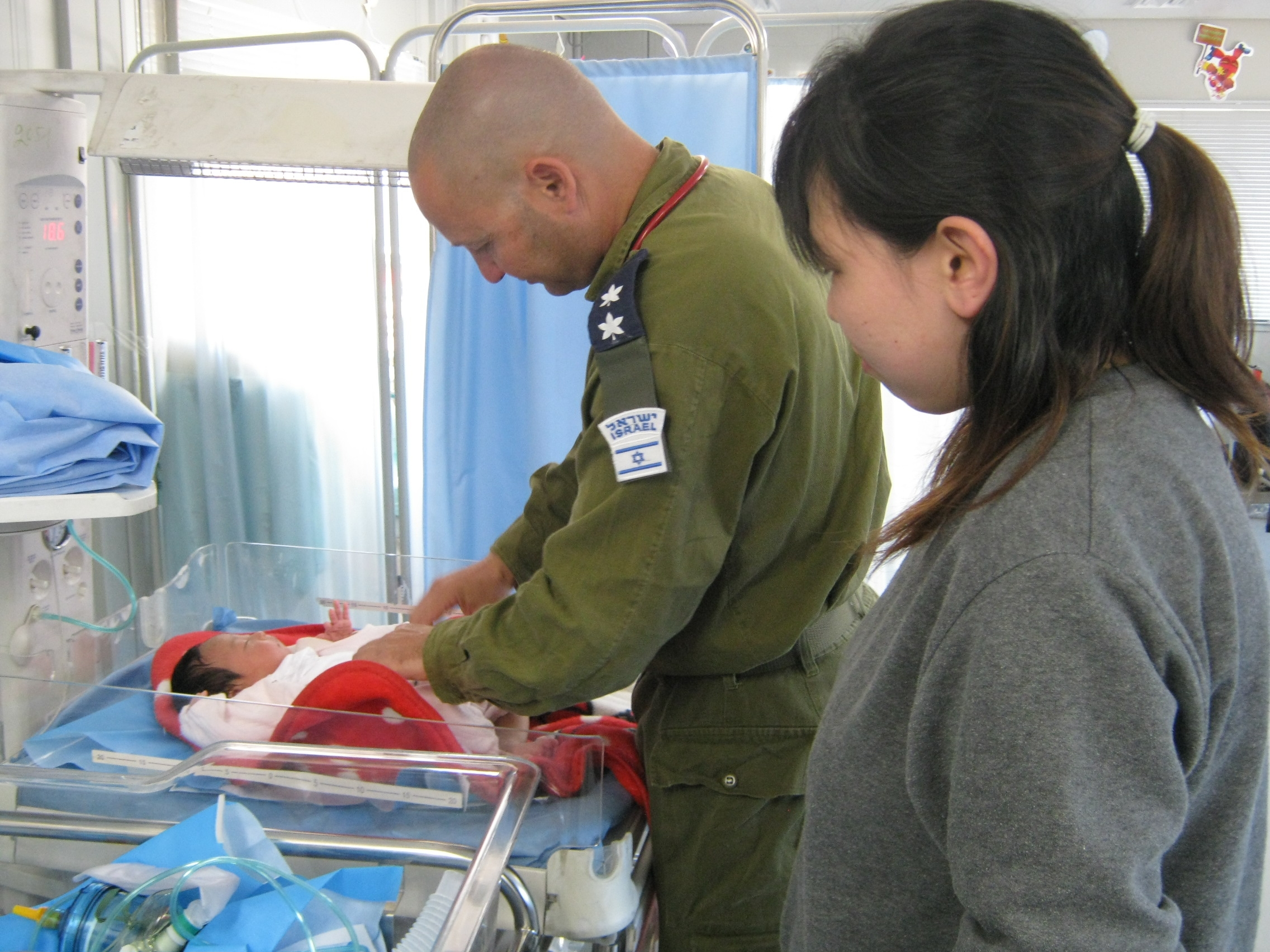
東日本大震災が襲った宮城県南三陸町にて、被災地支援に当たったイスラエルの医療支援チームの様子（2011年）

2011年3月11日、日本の東北地方で東日本大震災が起こった。この震災で、外国政府として初めて医療支援チームを派遣したのがイスラエルであった。被災地の一つ、宮城県南三陸町に医師14名、看護師7名らから成る53名のチームが検査機器など自前の医療器材も持ち込んでクリニックを開設した。活動初日の3月28日、地元の日本人医療従事者との打ち合わせおよびクリニックの設営作業を行い、3月29日から4月10日にかけて、同クリニックを拠点に南三陸町で医療支援を行った。また、支援から引き揚げる際に、イスラエルから持ち込まれた医療機材が南三陸町の医療復興のために寄贈された。
パレスチナ問題において日本はパレスチナを国家として承認していないが、2012年11月29日にパレスチナの国連での資格を「オブザーバー組織」から「オブザーバー国家」に格上げする決議案には、中国、欧州、フランス、イタリア、アラブ諸国と並んで日本も賛成票を投じ、賛成138票で採択された。この決議案に、イスラエルやアメリカ合衆国は、反対票を投じた。
2014年5月にはイスラエルのベンヤミン・ネタニヤフ首相が来日し、天皇・皇后（当時）や内閣総理大臣安倍晋三と会談を行った。両首相の会談では、安全保障分野での協力の加速や中東和平交渉に関して意見が交わされた。また、北朝鮮やイランを念頭にした安全保障に関する発言もあった。。中東和平で安倍首相とネタニヤフ首相はイスラエルとパレスチナの「二国家共存」による解決で一致した。その他、先進科学技術と宇宙関連機関での連携、イスラエルは東日本大震災の後に設けた輸入規制の撤廃を確認した。会談後に両首脳は、先進科学技術やイノベーションの分野での協力推進、サイバーセキュリティに関する防衛協力等など、包括的パートナーシップの構築に関する共同声明を5月12日に発表した。
これを受けて2015年11月、大阪市に西日本イスラエル貿易事務所が開設された。
天皇・皇后（当時）は会談で東日本大震災発生後に同国から寄せられた支援について、ネタニヤフ首相に感謝の意を表した。ネタニヤフ首相は「イスラエルと日本には共通点があります」として、ホロコーストとともに広島や長崎などの日本への原子爆弾投下を挙げた。
このネタニヤフ首相の来日を契機に、同年6月にはイスラエル宇宙局長官が来日するなど人的交流等含む幅広い分野での包括的協力が前進している。
2015年1月18日から20日に安倍総理夫妻がイスラエルを公式訪問、安倍総理とネタニヤフ首相との首脳会談が行われた。会談では、パリのテロでユダヤ人犠牲者が出たことに安倍総理から哀悼の意が伝えられ、共同声明に関する取り組みについての確認が行われた。
安倍総理は19日の地元紙に「真の友からの提案」と題した寄稿をし、日本国外交官の杉原千畝や東日本大震災時にイスラエルから派遣された医療チームなどの歴史的な繋がりを伝え、中東が非常に重要な地域であることの証左として、就任2年間で5回目となる訪問であることを述べた。また、パレスチナ問題の解決に向けた協力を伝えた上で、ガザ紛争などの入植政策推進が及ぼす影響への懸念から、国際社会が国際法違反とみなす入植活動に配慮を求めた。中東和平の現状についてルーベン・リブリン大統領を表敬訪問、最終日にヤド・ヴァシェムを訪れ献花が行われた。
両国間の経済発展を進める投資協定交渉が2015年末に合意され、2016年2月1日にモシェ・カハロン・イスラエル財務大臣と岸田文雄外務大臣による署名が行われた。
2017年12月21日の国連総会でエルサレムをイスラエルの首都と認定したアメリカの決定撤回を求める決議が採択された際、日本も決議案の賛成に回った。なお、「賛成国への経済援助を打ち切る」と表明したアメリカのトランプ政権の圧力の影響で反対は9カ国、棄権は35カ国に上った。日本は、英国やフランスなど米国を除く他の理事国すべてが賛成に回るという情報が入ったため、「日本だけが異なる行動を取れば、中東の信頼を失いかねない」と判断した。首都認定を巡るアメリカ国内の意見対立も背景にアメリカ側に「原則論」を説き、理解を求めた。
2023年3月2日、日本とイスラエルを結ぶ初めての定期便となるエル・アル航空の成田-テルアビブ線が就航した。

### 姉妹都市
- 日田市 - メギド市

## 発言
「イスラエルと日本はアジアの反対側に位置しています。しかし、これらは分かれさせるというよりも（関係を）結びつけるという事実です。アジアの広大な大陸は（日本とイスラエルの）絆です。そして、アジアの運命についての意識は、（日本とイスラエルとが共有している）一般的な考えです」～ダヴィド・ベン＝グリオン～イスラエル首相

## 外交使節

### 駐日イスラエル大使・公使
20世紀以前の大使・公使は「駐日イスラエル大使」を参照
- イツハク・リオール（2000～2003年[21]、信任状捧呈は12月13日[22]）
- エリ・コーヘン（2004～2007年、信任状捧呈は4月9日[23]）
- ニッシム・ベン＝シトリット（ヘブライ語版）（2007～2013年、信任状捧呈は9月6日[24]）
- （臨時代理大使）ペレグ・パブロ・レヴィ（2013年）
- ルート・カハノフ（ヘブライ語版、英語版）（2013～2017年、信任状捧呈は9月4日[25]）
- （臨時代理大使）イリット・サヴィオン・ヴァイダーゴルン（2017～2018年）
- ヤッファ・ベンアリ（2018～2021年、信任状捧呈は1月17日[26]）
- （臨時代理大使）イスラエル・ストゥルロヴ（2021年）
- ギラッド・コーヘン（2021年～、信任状捧呈は11月25日[27]）